# Renta de sosa y barrilla
La renta de sosa y barrilla era una parte de la renta de aduanas
Se reducía a los derechos que adeudaban estas dos especies a la salida de España. Debe su origen a las reales cédulas de 1620 y 1634 en las cuales se dispuso que se pagasen 6 reales de vellón sobre cada quintal de barrilla y 3 sobre el de sosa, que se comerciase, además de los derechos de alcabala y cientos. 
Habiéndose visto que era gravoso dicho impuesto, en el año 1780 se declaró libre de derechos la sosa y barrilla que se consumiera en España y se estableció el recargo de 13 reales sobre quintal de barrilla y 6 y medio sobre el de sosa que se sacara de la península. 